# Michael Daugherty

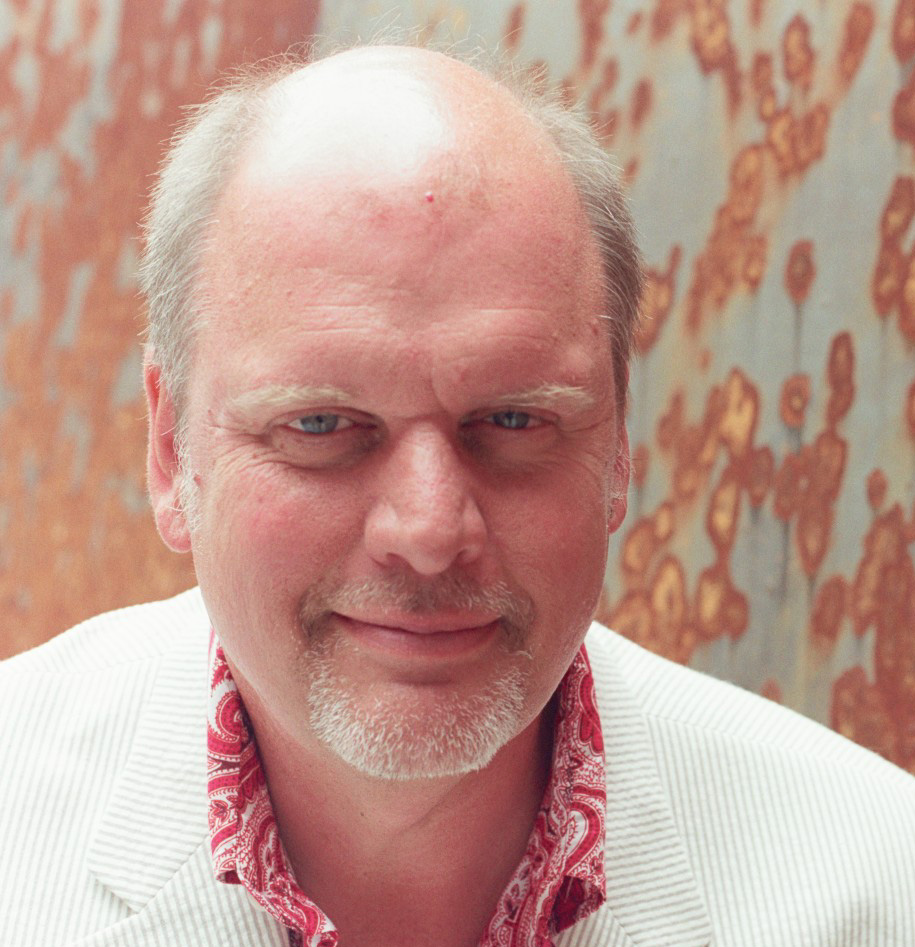
Michael Daugherty

Michael Kevin Daugherty (* 28. April 1954 in Cedar Rapids/Iowa) ist ein US-amerikanischer Komponist und Pianist, der für seine Kompositionen mehrere Grammies erhielt.

## Wirken
Daugherty studierte Komposition an der University of North Texas (1972–76) und der Manhattan School of Music (1976–78) sowie Computermusik am IRCAM in Paris (1979–80). Den Doktorgrad erlangte er 1986 an der Yale University, wo Jacob Druckman, Earle Brown, Roger Reynolds und Bernard Rands seine Lehrer waren. Daneben arbeitete er in dieser Zeit mit dem Jazzarrangeur Gil Evans in New York zusammen und setzte seine Kompositionsstudien bei György Ligeti in Hamburg fort.
Von 1986 bis 1990 unterrichtete Daugherty Komposition am Oberlin Conservatory of Music, seit 1991 ist er Professor für Komposition an der School of Music, Theatre & Dance der University of Michigan. Zu seinen zahlreichen Studenten zählen u. a. Andrew Bishop und Gabriela Lena Frank.
Das kompositorische Werk Daughertys umfasst alle Genres vom Werk für großes Orchester über Werke für Streichorchester, Kammerensemble, Bläser- und Perkussionsensemble, Oper und Chormusik bis zu Streichquartetten und Stücken für Soloinstrumente. Seine Orchesterwerke wurden von namhaften Orchestern der USA und unter der Leitung von Dirigenten wie Marin Alsop, Neal Gittleman, Giancarlo Guerrero, David Kawaka, Mariss Jansons, Neeme Järvi, David Alan Miller, Leonard Slatkin, Carl St. Clair, Markus Stenz, Michael Tilson Thomas, Hugh Wolff und David Zinman uraufgeführt. Zu den Interpreten seiner Kompositionen zählen der Cellist Zuill Bailey, die Pianisten Paul Crossley und Terrence Wilson, der Gitarrist Manuel Barrueco, die Geiger Greg Fulkerson, Ida Kavafian, Anne Akiko Meyers und Nadja Salerno-Sonnenberg, die Perkussionistin Evelyn Glennie, die Sänger Thomas Hampson und Hila Plitmann, der Organist Paul Jacobs, die Tubistin Carol Jantsch, die Flötistin Amy Porter, der Klarinettist Michael Wayne und der Fagottist Chuck Ullery.
Daugherty war Gastkomponist an vielen Universitäten der USA und Artist in Residence mehrerer Sinfonieorchester. Er wirkte an Musikfestivals mit und war Juror bei Kompositionswettbewerben für junge Komponisten. Mehrere Orchester zeichneten ihn mit Kompositionspreisen aus, und 2007, 2009 und 2010 erhielt er den Preis als Outstanding Classical Composer bei den Detroit Music Awards. Die Aufnahmen seiner  Metropolis Symphony für Orchester und Deus ex Machina für Klavier und Orchester bei Naxos wurden 2011 mit drei Grammys (u. a. Best Classical Contemporary Composition) ausgezeichnet. Ebenfalls drei Grammys gewann 2017 die Aufnahme seiner Tales of Hemingway für Cello und Orchester.